# Solid South

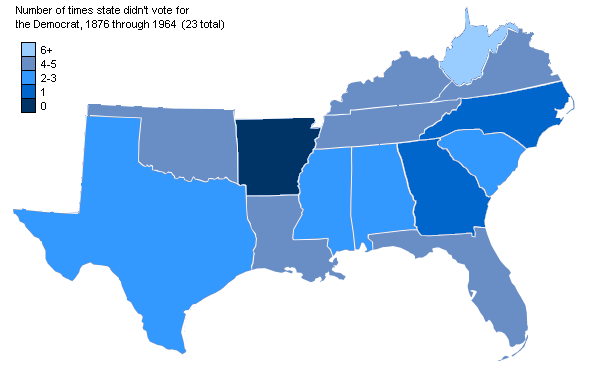
Carte des États du Solid South et leurs votes de 1876 à 1964.

En politique américaine, l'expression Solid South (« Le bloc du Sud») ou Southern bloc désigne les États du Sud des États-Unis fermement attachés au vote démocrate après la guerre de Sécession mais ayant basculé du côté républicain après la signature par le président démocrate Lyndon Johnson des Civil Rights Act et Voting Rights Act dans le cadre du mouvement des droits civiques.